# Haunting the Chapel
Haunting the Chapel ist eine EP der Thrash-Metal-Band Slayer. Es ist die zweite Veröffentlichung der Band.

## Entstehung
Nach dem Erfolg von Slayers Debütalbum Show No Mercy bestand Metal Blade Records’ Inhaber Brian Slagel darauf, ein weiteres Album mit der Band aufzunehmen. Diese hatte bereits Chemical Warfare und Captor of Sin geschrieben, als Show No Mercy erschien, deshalb wollte Slagel eine EP veröffentlichen. Die EP wurde in Hollywood mit dem Produzenten Bill Metoyer aufgenommen; da der Schlagzeugraum keinen Teppich hatte, musste Slayers Roadie Gene Hoglan Dave Lombardos Schlagzeug bei Chemical Warfare zusammenhalten.

## Titelliste
- Chemical Warfare (6:02)
- Captor of Sin (3:29)
- Haunting the Chapel (3:56)

Die Wiederveröffentlichung der EP enthält zusätzlich Aggressive Perfector von der Kompilation Metal Massacre III. Außerdem finden sich die drei ursprünglichen Titel auch auf Wiederveröffentlichungen der Live-LP Live Undead auf CD.

## Musikstil
Da die Band sich seit dem Debüt entwickelt hatte, konnte Haunting the Chapel stilistisch als Vorschau gesehen werden, obwohl keiner der Titel auf Hell Awaits erscheinen würde. Chemical Warfare ist ein schnelles Stück mit vielen Tempowechseln, Captor of Sin langsamer, aber kraftvoll, und Haunting the Chapel eines der damals „schwersten“ Stücke der Band mit „hämmerndem“ Schlagzeug und an Conrad „Cronos“ Lant von Venom erinnerndem Gesang und kirchenartigem Gesang.

## Rezeption
Die Seite TheLeftHandPath.com nahm Haunting the Chapel in seine Liste wichtiger Thrash-Metal-Alben auf. Ron Nietas schrieb in Hoglans Braindamage-Fanzine, er hätte nicht erwartet, dass die Band Show No Mercy überbieten könne, da das Album alles sei, was man von einem Power-Metal-Album wolle. Wenn man das Album mochte, müsse man die EP besitzen.